# Jaroslav Vogel
Jaroslav Vogel (11. ledna 1894 Plzeň – 2. února 1970 Praha) byl český dirigent a hudební skladatel.

## Život
Otec skladatele, JUDr. Karel Vogel (1856–1951), byl amatérský klavírista a organizátor hudebního života v Plzni. Poskytl synovi hudební základy. Jaroslav se pak vedle studia na gymnáziu učil hře na housle u Otakara Ševčíka. Kompozici studoval nejprve soukromě u Vítězslava Nováka, v letech 1918–1919 pak na Pražské konzervatoři.
V roce 1910 odešel studovat do Mnichova na Akademii der Tonkunst. Tam mimo jiné studoval kontrapunkt u svého strýce Viktora Glutha, česko-německého skladatele pocházejícího rovněž z Plzně. Další dva roky pak strávil v Paříži na soukromé vysoké škole hudební Schola Cantorum. Jeho učitelem byl francouzský hudební skladatel Vincent d'Indy.
Po návratu do Čech působil nejprve jako korepetitor Národního divadla v Praze a v letech 1914–1915 jako dirigent operety v Plzni. Za 1. světové války musel narukovat na vojnu a po skončení války se znovu ucházel o místo korepetitora v Národním divadle. Tehdy neuspěl, ale vzápětí získal místo dirigenta Národním divadle moravsko-slezském v Ostravě.
V roce 1923 se vrátil do Prahy a následující tři roky vyučoval hudbu, věnoval se hudební publicistice a příležitostně hostoval jako dirigent u České filharmonie a Orchestru českých železničářů. V sezoně 1926–1927 působil jako dirigent opery v Plzni a poté až do roku 1943 byl šéfem opery ostravského divadla. V sezóně 1944–1945 vedl operu Českého lidového divadla v Brně.
Po 2. světové válce byl krátce dirigentem Symfonického orchestru Československého rozhlasu v Praze a znovu šéfem opery v Státního divadla Ostrava. Dirigentem opery Národního divadla v Praze se stal roku 1949 a působil zde až do svého odchodu do důchodu v roce 1959. V letech 1950–1951 a 1956–1958 byl šéfem opery. Ještě v letech 1959–1962 byl šéfem Státní filharmonie Brno. Zemřel v roce 1970 a je pohřben na hřbitově v Lázních Bohdaneč.
Řada jeho operních inscenací byla natočena na gramofonové desky. Napsal první komplexní monografii o životě a díle Leoše Janáčka. Jeho druhá manželka, Milena Hrabáková, byla mezzosopranistkou opery Národního divadla a syn z prvního manželství, Vojtěch Vogel, se stal rovněž korepetitorem a dirigentem.

## Dílo (výběr)

### Opery
- Maréja (podle povídky Antonia Beltramelliho, 1922, Olomouc 1923)
- Mistr Jíra (podle Zikmunda Wintra, 1924, Národní divadlo 1926)
- Jovana (libreto Alexander Roda Roda podle povídky Mićuna M. Pavićeviće
- Hiawatha (hudební legenda o 6 obrazech podle indiánského eposu "Píseň o Hiawathovi" od Henry Wadsworth Longfellowa)

### Písně
- Na hřbitově (slova Jean Moréas, 1912)
- U moře (slova Victor Hugo, 1912)
- Letní idyla (slova Percy Bysshe Shelley, 1931)
- Úpravy lidových písní

### Další skladby
- Klavírní trio g moll (1913)
- Suita pro orchestr D dur (1918)
- Dům u sedmi čertů (balet,1919)
- Sonatina pro klarinet a klavír (1926)
- Tri šťastné čerešně (hudba k TV filmu, 1977)

### Literární dílo
- Leoš Janáček. Academia, 1997, ISBN 80-200-0621-4